# Princeton (Maine)
Princeton és una població dels Estats Units a l'estat de Maine (EUA). Segons el cens del 2000 tenia 892 habitants.

## Demografia
Segons el cens del 2000, Princeton tenia 892 habitants, 370 habitatges, i 253 famílies. La densitat de població era de 9,3 habitants/km².
Dels 370 habitatges en un 36,8% hi vivien nens de menys de 18 anys, en un 53,2% hi vivien parelles casades, en un 8,9% dones solteres, i en un 31,4% no eren unitats familiars. En el 27,6% dels habitatges hi vivien persones soles el 10,5% de les quals corresponia a persones de 65 anys o més que vivien soles. El nombre mitjà de persones vivint en cada habitatge era de 2,41 i el nombre mitjà de persones que vivien en cada família era de 2,87.
Per edats la població es repartia de la següent manera: un 27,2% tenia menys de 18 anys, un 6,5% entre 18 i 24, un 30,3% entre 25 i 44, un 21,4% de 45 a 60 i un 14,6% 65 anys o més.
L'edat mediana era de 37 anys. Per cada 100 dones de 18 o més anys hi havia 99,1 homes.
La renda mediana per habitatge era de 28.603 $ i la renda mediana per família de 39.464 $. Els homes tenien una renda mediana de 40.139 $ mentre que les dones 24.688 $. La renda per capita de la població era de 14.449 $. Entorn del 12,3% de les famílies i el 18% de la població estaven per davall del llindar de pobresa.